# Кандор (тауншип, Миннесота)
Кандор (англ. Candor) — тауншип в округе Оттер-Тейл, Миннесота, США. На 2000 год его население составило 534 человека.

## География
По данным Бюро переписи населения США площадь тауншипа составляет 89,4 км², из которых 79,2 км² занимает суша, а 10,2 км² — вода (11,45 %).

## Демография
По данным переписи населения 2000 года здесь находились 534 человека, 205 домохозяйств и 171 семья.  Плотность населения —  6,7 чел./км².  На территории тауншипа расположено 404 постройки со средней плотностью 5,1 построек на один квадратный километр. Расовый состав населения: 97,38 % белых, 0,94 % коренных американцев, 0,37 % азиатов и 1,31 % приходится на две или более других рас. Испанцы или латиноамериканцы любой расы составляли 0,19 % от популяции тауншипа.
Из 205 домохозяйств в 31,2 % воспитывались дети до 18 лет, в 73,2 % проживали супружеские пары, в 4,9 % проживали незамужние женщины и в 16,1 % домохозяйств проживали несемейные люди. 13,7 % домохозяйств состояли из одного человека, при том 4,9 % из — одиноких пожилых людей старше 65 лет. Средний размер домохозяйства — 2,60, а семьи — 2,83 человека.
23,8 % населения — младше 18 лет, 6,7 % — в возрасте от 18 до 24 лет, 23,8 % — от 25 до 44, 30,9 % — от 45 до 64, и 14,8 % — старше 65 лет. Средний возраст — 43 года. На каждые 100 женщин приходилось 109,4 мужчин.  На каждые 100 женщин старше 18 приходилось 105,6 мужчин.
Средний годовой доход домохозяйства составлял 39 318 долларов, а средний годовой доход семьи —  39 773 доллара. Средний доход мужчин —  32 500  долларов, в то время как у женщин — 18 942. Доход на душу населения составил 23 413 долларов. За чертой бедности находились 2,4 % семей и 4,0 % всего населения тауншипа, из которых 2,8 % младше 18 и 9,3 % старше 65 лет.